# Бришки, Алойз
Алойз Бришки (словен. Alojz Briški; 9 февраля 1927, Пуц — 12 мая 2001, Марибор) — словенский военачальник и политик, генерал-майор ЮНА.

## Биография
На фронте Народно-освободительной войны Югославии с 1943 года, работал курьером при Службе разведки и безопасности. Член Коммунистической партии Словении с 1944 года, член Кочевьевского обкома КПС с 1945 года, сотрудник Штирийского отдела по народной защите Службы разведки и безопасности с 1945 года.
После войны занимал ряд должностей, в 1963 году окончил Люблянскую Высшую политическую школу, с 1968 года работал в ЦК Союза коммунистов Словении. С 1970 по 1982 годы член Президиума ЦК Союза коммунистов Словении. С 1978 по 1982 годы председатель Охотничьего союза Словении.